# Macierz odwrotna
Macierz odwrotna – element odwrotny w pierścieniu macierzy kwadratowych. Uogólnieniem pojęcia macierzy odwrotnej jest tzw. uogólniona macierz odwrotna.

## Definicja
Niech {\displaystyle A} będzie macierzą kwadratową ustalonego stopnia. Macierz {\displaystyle A} jest odwracalna, jeśli istnieje taka macierz {\displaystyle B,} że zachodzi
{\displaystyle AB=BA=I,}
gdzie {\displaystyle I} jest macierzą jednostkową. Macierz {\displaystyle B} nazywa się wówczas macierzą odwrotną do macierzy {\displaystyle A} i oznacza się przez {\displaystyle A^{-1}}.
Jeżeli taka macierz {\displaystyle B} nie istnieje, to macierz {\displaystyle A} nazywamy nieodwracalną.
Macierze kwadratowe ustalonego stopnia tworzą pierścień (łączny, nieprzemienny z jedynką), powyższe definicje określają więc element odwracalny oraz odwrotny do danego w tym pierścieniu. Należy pamiętać, że jeżeli w pierścieniu łącznym element odwrotny do danego istnieje, to jest wyznaczony jednoznacznie.

### Pełna grupa liniowa
Dla danego pierścienia {\displaystyle R} zbiór wszystkich macierzy odwracalnych stopnia {\displaystyle n} jest grupą ze względu na mnożenie macierzy. Grupę tę nazywa się pełną (ogólną) grupą liniową stopnia {\displaystyle n} nad {\displaystyle R} i oznacza {\displaystyle \operatorname {GL} _{n}(R).}

### Odwracalność a nieosobliwość
Definicja wyznacznika macierzy kwadratowej ma sens, o ile pierścień {\displaystyle R,} nad którym zbudowana jest macierz, jest przemienny. Macierzą nieosobliwą bądź niezdegenerowaną nazywa się każdą macierz o odwracalnym wyznaczniku (jeżeli {\displaystyle R} jest ciałem, to jest to równoważne temu, że jest on różny od zera). Macierzą osobliwą albo zdegenerowaną nazywa się macierz o wyznaczniku nieodwracalnym (zerowym) – są one dzielnikami zera w pierścieniu macierzy ustalonego stopnia.
Z własności macierzy dołączonej wynika, że macierz kwadratowa nad pierścieniem przemiennym jest odwracalna wtedy i tylko wtedy, gdy jest ona nieosobliwa. Tak więc nieosobliwość macierzy staje się kryterium odwracalności macierzy.
Jeżeli pierścień {\displaystyle R} nie jest przemienny, to określenie wyznacznika staje się niemożliwe i nie istnieje prosta metoda rachunkowa pozwalająca stwierdzić odwracalność macierzy. Wyjątek stanowią algebry centralne proste {\displaystyle R} i określany w nich wyznacznik Dieudonné (o wartościach w abelianizacji {\displaystyle R^{*},} czyli grupie {\displaystyle R^{*}/[R^{*},R^{*}]}).

## Własności
- Macierz odwrotna do macierzy odwracalnej jest odwracalna, operacja odwracania macierzy jest inwolucją:
{\displaystyle \left(A^{-1}\right)^{-1}=A.}
- Iloczyn macierzy odwracalnych jest macierzą odwracalną,
{\displaystyle \left(AB\right)^{-1}=B^{-1}A^{-1}} (kolejność macierzy jest istotna, gdyż mnożenie macierzy nie jest przemienne!).
- Jeżeli macierz {\displaystyle A} jest odwracalna, to także {\displaystyle A^{T}} jest odwracalna,
{\displaystyle \left(A^{T}\right)^{-1}=\left(A^{-1}\right)^{T}.}

## Przykłady
Macierz
{\displaystyle A={\begin{bmatrix}8&5\\13&8\end{bmatrix}}\in M_{2}(\mathbb {Z} )}
ma wyznacznik równy {\displaystyle -1,} którego odwrotność w pierścieniu {\displaystyle \mathbb {Z} } również wynosi {\displaystyle -1.} Zatem macierz {\displaystyle A} ma macierz odwrotną w {\displaystyle M_{2}(\mathbb {Z} ).}
Rzeczywiście,
{\displaystyle {\begin{bmatrix}8&5\\13&8\end{bmatrix}}{\begin{bmatrix}-8&5\\13&-8\end{bmatrix}}={\begin{bmatrix}1&0\\0&1\end{bmatrix}}={\begin{bmatrix}-8&5\\13&-8\end{bmatrix}}{\begin{bmatrix}8&5\\13&8\end{bmatrix}},}
a więc
{\displaystyle A^{-1}={\begin{bmatrix}-8&5\\13&-8\end{bmatrix}}.}
Macierz
{\displaystyle B={\begin{bmatrix}1&1\\1&4\end{bmatrix}}\ \in M_{2}(\mathbb {Z} _{8})} gdzie {\displaystyle \mathbb {Z} _{8}} jest pierścieniem reszt modulo 8
ma wyznacznik równy 3, który w pierścieniu {\displaystyle \mathbb {Z} _{8}} jest odwracalny (jego odwrotność też wynosi {\displaystyle 3}).
Macierz {\displaystyle B} jest więc odwracalna, a macierzą odwrotną do niej jest
{\displaystyle B^{-1}={\begin{bmatrix}4&5\\5&3\end{bmatrix}}.}

## Wyznaczanie

### Metoda dopełnień algebraicznych
Macierz odwrotną do nieosobliwej macierzy {\displaystyle A} obliczamy następująco:
{\displaystyle A^{-1}={\frac {A^{D}}{\det A}},}
gdzie {\displaystyle A^{D}} jest macierzą dołączoną do macierzy {\displaystyle A} (czyli transponowaną macierzą dopełnień algebraicznych).
Metoda ta zakłada równoważność nieosobliwości i odwracalności.

### Metoda eliminacji Gaussa-Jordana
Metoda eliminacji Gaussa-Jordana jest jedną z metod wyznaczania macierzy odwrotnej metodami bezwyznacznikowymi.
Niech {\displaystyle X\in M_{i\times j}(K),} zaś {\displaystyle Y\in M_{i\times k}(K).} Przez {\displaystyle \left[X|Y\right]\in M_{i\times (j+k)}(K)} rozumieć będziemy macierz klatkową, której pierwsze {\displaystyle j} kolumn jest kolumnami macierzy {\displaystyle X,} a następne {\displaystyle k} kolumn jest kolumnami macierzy {\displaystyle Y} (kreska między nimi służy oddzieleniu tych podmacierzy od siebie).
Aby znaleźć macierz odwrotną do {\displaystyle A,} należy rozwiązać układ równań {\displaystyle AB=I} względem macierzy {\displaystyle B,} która jest szukaną macierzą odwrotną. Należy więc do obu podmacierzy macierzy {\displaystyle \left[A|I\right]} domnożyć macierz {\displaystyle B} (z definicji wynika, że nie ma różnicy czy prawo-, czy lewostronnie) otrzymując w ten sposób macierz {\displaystyle \left[AB|IB\right]} (lub {\displaystyle \left[BA|BI\right]}). Ponieważ {\displaystyle B=A^{-1}} to ostatecznie możemy interpretować tę operację jako {\displaystyle \left[A|I\right]\mapsto \left[I|A^{-1}\right].}
Operacja mnożenie macierzy nie jest prosta i dodatkowo nie znamy wartości macierzy {\displaystyle B,} wystarczy jednak w sposób zachowujący rozwiązania tego układu równań przekształcić macierz {\displaystyle \left[A|I\right]} w macierz {\displaystyle \left[I|A^{-1}\right].} Sprowadza się to ostatecznie do przekształcenia podmacierzy {\displaystyle A} w podmacierz jednostkową {\displaystyle I} za pomocą neutralnych dla rozwiązań takiego układu operacji elementarnych na wierszach, działając przy tym na całej macierzy połączonej. Najszybszym zaś algorytmem wykorzystującym te operacje jest właśnie metoda eliminacji Gaussa-Jordana.

### Przypadki szczególne
- Macierz odwrotna do macierzy diagonalnej powstaje poprzez odwrócenie współczynników głównej przekątnej:
{\displaystyle \operatorname {diag} (\lambda _{1},\dots ,\lambda _{n})^{-1}=\operatorname {diag} ({\tfrac {1}{\lambda _{1}}},\dots ,{\tfrac {1}{\lambda _{n}}}).}
- Macierz odwrotna do macierzy ortogonalnej {\displaystyle Q} jest równa jej transpozycji (przestawieniu):
{\displaystyle Q^{-1}=Q^{T}.}
- Macierz odwrotna do macierzy wymiaru {\displaystyle 2\times 2} może być szybko wyznaczona według wzoru
{\displaystyle {\begin{bmatrix}a&b\\c&d\end{bmatrix}}^{-1}={\frac {1}{ad-bc}}{\begin{bmatrix}d&-b\\-c&a\end{bmatrix}}.}